# Banu Tamim
I Banū Tamīm (in arabo ﺑﻨﻮ ﺗﻤﻴﻢ‎?), o Tamīm b. Murr o Tamīm bt. Murr furono una tribù araba adnanita, spostatasi poi nel V-VI secolo dal settentrione arabico nelle regioni centrali (Najd) e orientali peninsulari.
Proprio questa loro collocazione geografica agevolò i positivi rapporti commerciali e politici con il regno lakhmide e con il potente Impero sasanide, facilitati dal progressivo e disomogeneo abbandono dell'atavico nomadismo in favore di un certo qual sedentarismo.

## Tra Jāhiliyya e predicazione di Maometto
Se è incerto che sia stato al-Aqraʿ b. Ḥābis (del clan dei Banū Mujāšiʿ b. Dārim), dei Tamīm, a fungere da arbitro (ḥakam al-ʿArab) nel grande mercato higiazeno di ʿUkāẓ nel corso della Jāhiliyya, è certo invece che fosse appartenuto a questa tribù il primo o il secondo marito di Khadīja, prima di andare in sposa a Maometto.
Nelle loro relazioni con Medina ha grande importanza il fatto che nei loro territori si trovassero le uniche miniere d'oro dell'Arabia. Minerale che, vista la scarsissima circolazione di monete, svolgeva una fondamentale mediazione negli scambi commerciali d'un certo rilievo, tanto che la sua polvere, misurata in once (uqiyya), surrogava il più delle volte il latitante numerario.

## Personaggi illustri
Alla tribù apparteneva il poeta al-'Ajjaj